# Dopravní podnik města Olomouce
Dopravní podnik města Olomouce (DPMO) – spółka akcyjna będąca operatorem miejskiego transportu publicznego w Ołomuńcu. Przedsiębiorstwo powstało 29 marca 1994 r., jego siedziba znajduje się przy ulicy Koželužskiej 563/1 w Ołomuńcu. Jedynym akcjonariuszem jest miasto Ołomuniec. Spółka akcyjna jest prawnym następcą państwowego przedsiębiorstwa Dopravní podnik města Olomouce, które przekształcono w obecną formę prawną rozporządzeniem rady miasta Ołomuńca z 24 listopada 1993 r.
Pod koniec 2018 r. DPMO obsługiwał 25 linii autobusowych o całkowitej długości 281 km i 5 linii tramwajowych o całkowitej długości 45 km. Według stanu z grudnia 2018 r. DPMO dysponował 78 autobusami i 71 tramwajami, które w ciągu roku przewiozły 57,5 milionów pasażerów.

## Struktura organizacyjna
Stan z kwietnia 2020 r.

### Zarząd
- Przewodniczący: Jaromír Machálek
- Wiceprzewodniczący: Pavel Zatloukal
- Członkowie: Petr Kocourek, Jaroslav Michalík, Dalibor Přikryl

### Rada nadzorcza
- Przewodniczący: Josef Kaštil
- Wiceprzewodniczący: Jaromír Lošťák
- Członkowie: Ladislav Stejskal, Otakar Bačák, Milan Feranec, Lubomír Nedvěd, Marek Zelenka